# Phacopida
Ordre
Sous-ordres de rang inférieur
- † Calymenina
- † Cheirurina
- † Phacopina

Les Phacopida constituent un ordre fossile important de trilobites, arthropodes marins aujourd'hui disparus. 

## Classification
L'ordre des Phacopida a été décrit en 1864 par le naturaliste anglais John William Salter (1820-1869).
Ils ont vécu de l'Ordovicien au Dévonien il y a environ entre 485 et 360 Ma (millions d'années).
Des cinq ordres de trilobites présents au début du Dévonien supérieur, seuls les Phacopida et les Proetida survivent à l'événement de Kellwasser.

## Description

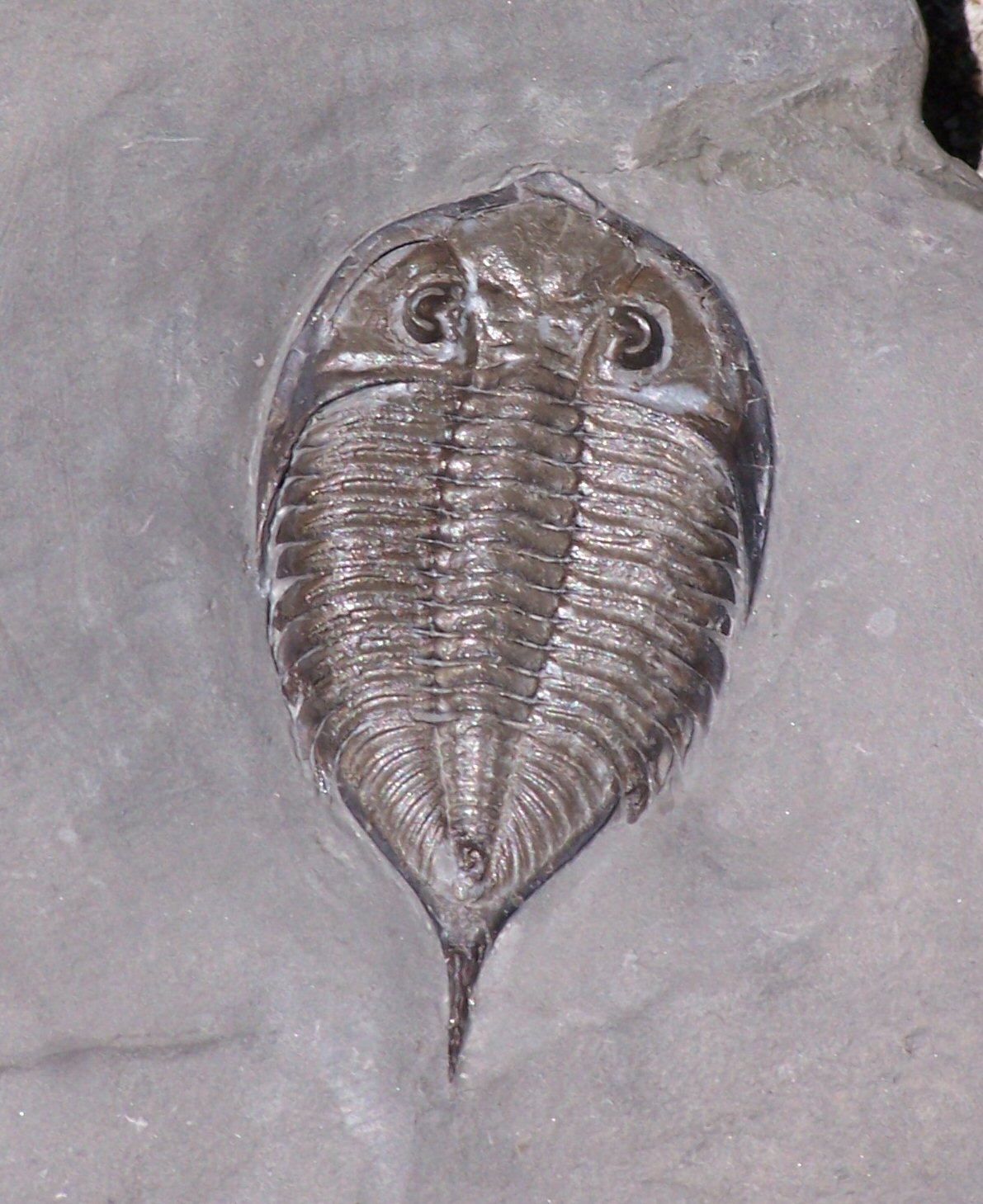
Dalmanites limulurus
Phacopida du Silurien de l'État de New York (États-Unis).

Les Phacopida possèdent 8 à 19 segments thoraciques bien distincts du céphalon. Le céphalon porte des yeux généralement proéminents constitués d'une multitude de lentilles élémentaires dont le nombre peut atteindre plusieurs milliers,,.

## Systématique

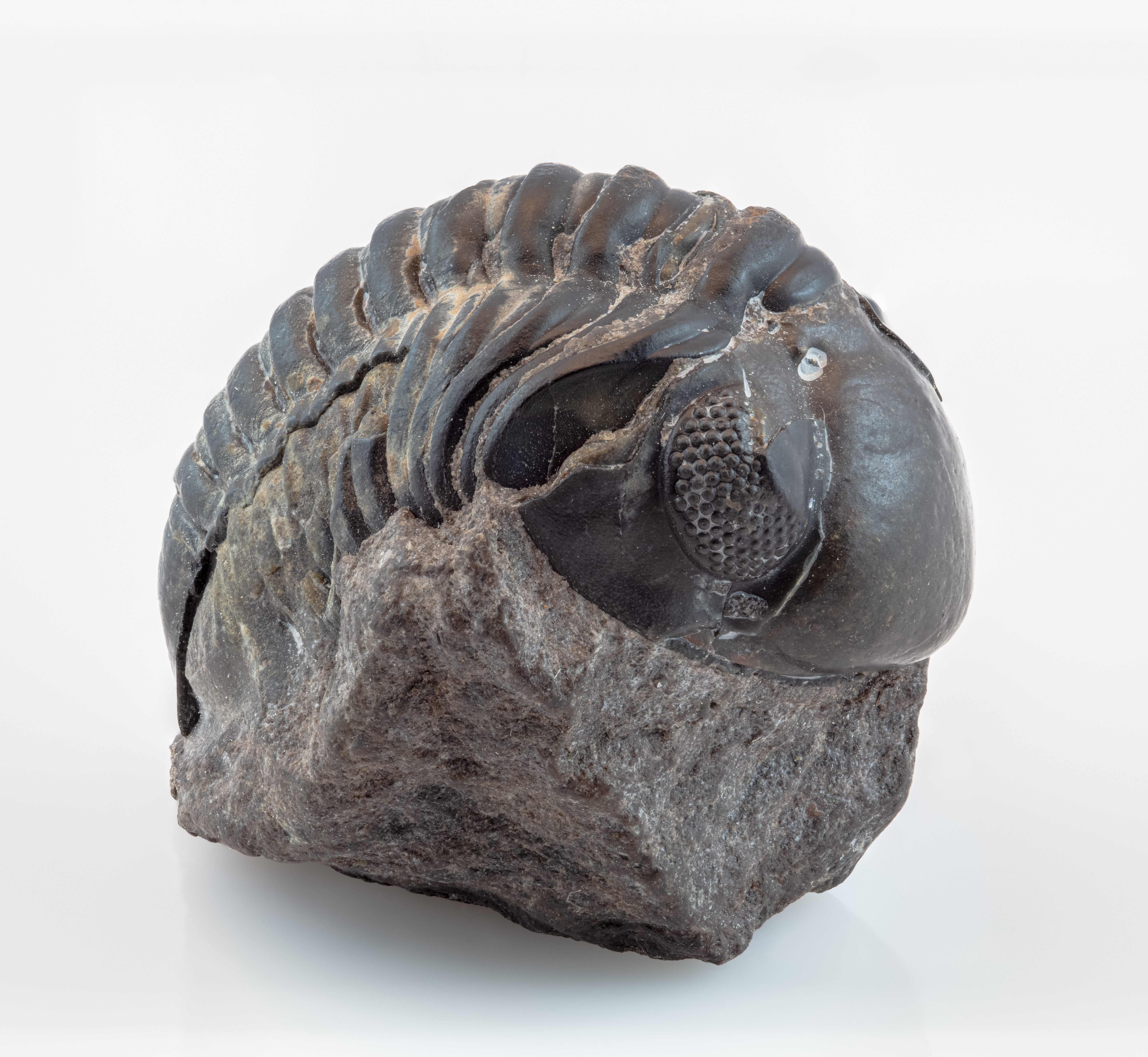
Austerops speculator, un Phacopidae. Il a été trouvé à Jebel Oufatene au Maroc. Sa taille est d'environ 3cm. Il a vécu au dévonien.

### Liste des sous-ordres
- † Calymenina
- † Cheirurina
- † Phacopina

### Genres les plus connus
- † Phacops
- † Dalmanites
- † Cheirurus
- † Deiphon
- † Calymene
- † Flexicalymene
- † Ceraurinella